# (73934) 1997 SO2
1997 أس أو 2 (ويعرف أيضًا باسم (73934) 1997 أس أو 2 وفق تسمية الكوكب الصغير) (بالإنجليزية: 1997 SO2) هو كويكب ضمن حزام الكويكبات؛ وترتيبه 73934 من حيث الاكتشاف.
اكتُشف هذا الجُرم الفلكي بواسطة لينكا كوتكوفا في 24 سبتمبر 1997.

## وصلات خارجية
- (73934) 1997 SO2 في قاعدة بيانات مختبر الدفع النفاث لأجرام النظام الشمسي الصغيرة

- الاكتشاف · مخطط المدار ·  العناصر المدارية · المعلمات المادية

- (73934) 1997 SO2 على موقع ويكي سكاي: DSS2, SDSS, GALEX, IRAS, Hydrogen α, X-Ray, Astrophoto, Sky Map, Articles and images